# Sławomir Skręta
Sławomir Skręta – polski producent muzyczny, autor tekstów piosenek i piłkarz grający w latach 80. w trzecioligowym Ursusie Warszawa, pochodzący z Piastowa. Właściciel hurtowni kaset w Żyrardowie, który zaczynał od handlu obwoźnego zagranicznymi składankami.

## Życiorys
W 1990 założyciel firmy fonograficznej Blue Star, która mieściła się w Regułach koło Warszawy. Wydawała kasety magnetofonowe i płyty kompaktowe zespołów śpiewających muzykę chodnikową. Jesienią 1993 zaczął organizować sam dyskoteki i koncerty w Polsce oraz za granicą z zespołami z jego firmy. Tego samego roku wymyślił nową nazwę dla muzyki chodnikowej – disco polo.
W tym czasie Blue Star była jedyną wytwórnią, nagrywającą disco polo. Firma wypromowała wykonawców: Bayer Full, Shazza, Fanatic, Mister Dex, Model M.T, Play & Mix i wielu innych. Wytwórnię parokrotnie próbowało bez powodzenia kupić BMG (Bertelsmann Music Group). Skręta w 1996 wystąpił gościnnie w filmie dokumentalnym Bara Bara. Gdy Blue Star przestała istnieć, Skręta założył nową wytwórnię – Polside Music, ale ta nie zdobyła już tak wielkiej popularności.

## W popkulturze
W filmie fabularnym pt. Zenek (2020) pojawiła się postać Sławomira Skręty, w którą wcielił się aktor Andrzej Andrzejewski.